# (6935) Morisot
(6935) Morisot ist ein Asteroid des inneren Hauptgürtels. Er wurde am 24. September 1960 von dem niederländischen Astronomenehepaar Cornelis Johannes van Houten und Ingrid van Houten-Groeneveld entdeckt. Die Entdeckung geschah im Rahmen des Palomar-Leiden-Surveys, bei dem von Tom Gehrels mit dem 120-cm-Oschin-Schmidt-Teleskop des Palomar-Observatoriums aufgenommene Feldplatten an der Universität Leiden durchmustert wurden. Sichtungen des Asteroiden hatte es vorher schon am 6. September 1953 unter der vorläufigen Bezeichnung 1953 RX1 am Palomar-Observatorium gegeben.
Der mittlere Durchmesser des Asteroiden wurde mithilfe des Wide-Field Infrared Survey Explorers (WISE) mit 3,573 (±0,332) km berechnet, die Albedo mit 0,240 (±0,070). Die Umlaufbahn des Asteroiden um die Sonne hat mit 0,0859 eine niedrige Exzentrizität, die Bahnneigung von (6935) Morisot ist mit 0,5° ebenfalls gering.
(6935) Morisot wurde am 1. Juli 1996 nach der französischen Malerin des Impressionismus Berthe Morisot (1841–1895) benannt. Nach Berthe Morisot war schon 1994 ein Venuskrater auf der südlichen Venushemisphäre benannt worden: Venuskrater Morisot.